# Cabasset

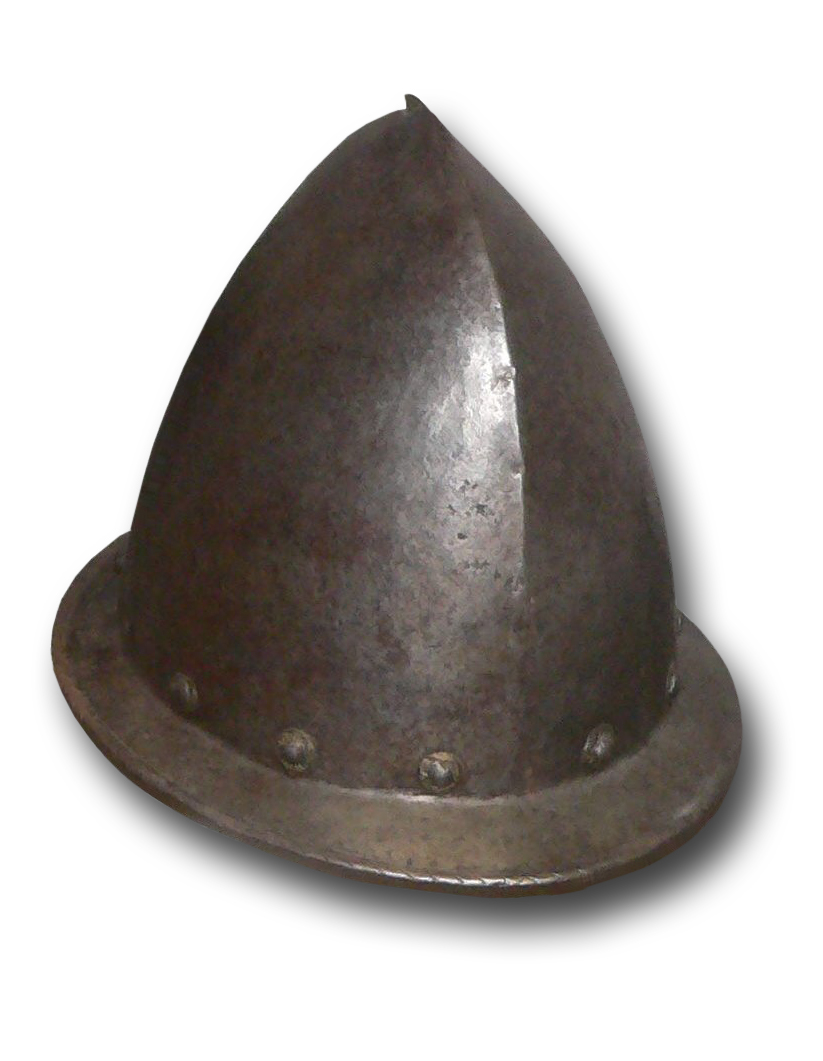
Un cabasset

Il cabasset è un elmo tardo medievale originario della Spagna, aperto, derivato dal Cappello d'arme e simile al Morione, da cui il nome morione spagnolo usato in Inghilterra. Il cabasset è talvolta considerato un derivato del morione, ma era più sferico del morione, piatto o appiattito, e somigliante a mezzo guscio di mandorla, con falde larghe e cadenti.
L'elmo era fatto da un unico pezzo di metallo, di forma ergonomica per il cranio con una cresta longitudinale mediana che andava dalla fronte alla nuca, a volte con una piccola cresta nella parte superiore, e dalla parte inferiore c'erano visiere o ali cadenti che offrivano grande protezione contro i colpi dall'alto o la l'accecamento dal sole. La mascella e il collo erano protetti da un pezzo aggiuntivo chiamato gorgiera. Era tenuto in posizione da un sottogola.
Venivano prodotti in varie parti della Spagna, e Calatayud era il luogo dove se ne faceva il maggior numero e dove erano più richiesti.

## Etimologia
La parola cabasset deriva dallo spagnolo capacete. Secondo alcuni, la parola stessa deriva da un nome italiano per una pera, a causa della forma dell'elmo.

## Uso ed evoluzione
Il cabasset era in uso in Europa occidentale, in particolare in Spagna e in Italia, dalla seconda metà del XVI secolo alla fine del XVII secolo. Era usato dalla fanteria e dai picchieri e anche da truppe a cavallo che utilizzavano armi da fuoco, come gli archibugieri.

## Forma e caratteristiche
La calotta del cabasset ha la forma di una ciotola, di una mandorla o di una pera (da cui il soprannome 'cabasset a pera'). Ha un bordo stretto e termina con una punta sporgente in cima (come la coda di una pera). La maggior parte dei cabasets avevano superfici lisce, ma raramente presentano delle decorazioni (incisioni o rivetti) sono talvolta presenti.